# Joannes Magni Kierstadius
Joannes Magni Kierstadius, född 1593 i Tjärstads församling, död 9 juni 1656 i Västra Husby församling, Östergötlands län, var en svensk präst.

## Biografi
Kierstadius föddes 1593 i Tjärstads församling. Han prästvigdes 31 maj 1620 och blev komminister i Sankt Anna församling 1635. År 1637 blev hna kyrkoherde i Västra Husby församling. Kierstadius avled 1656 i Västra Husby församling.

### Familj
Kierstadius var gift med Kerin Jeronimi (död 1681). Hon var änka efter kyrkoherden Johannes Arendt i Västra Husby församling.